# Operazione Hawthorne
L'operazione Hawthorne ("operazione Biancospino") fu un'offensiva di "individuazione e distruzione" (Search and Destroy) sferrata dalle Esercito statunitense nel giugno 1966, durante la guerra del Vietnam. L'operazione, diretta a contenere e respingere le forze nordvietnamite che minacciavano la provincia di Kon Tum negli Altopiani centrali del Vietnam del Sud, fu una delle prime grandi offensive americane condotte secondo i nuovi aggressivi piani del comandante in capo del MACV generale William Westmoreland.
L'operazione fu caratterizzata dalla violenza degli scontri; e, anche se terminò con un rilevante successo tattico delle forze americane costituite dalla 1ª Brigata della famosa 101ª Divisione aviotrasportata e sostenute da un massiccio appoggio aereo, confermò la combattività delle forze nordvietnamite e la difficoltà della missione delle truppe americane in un territorio impervio e sconosciuto difficilmente praticabile per grandi unità offensive convenzionali.